# 邦恒王
邦恒王（くにつねおう）は、南北朝時代の皇族。木寺宮康仁親王の王子。子女に世平王がいる。

## 概要
父は木寺宮の当主であり、それを継いだ。しかし当時、南朝の主君はすでに後二条天皇の弟である後醍醐天皇の皇孫、長慶天皇あたりだったと考えられており、約7 - 8親等離れているので、皇位継承者として認定さえされていなかった。
さらに、南北朝統一後の後小松天皇の皇位継承者は、その息子である實仁親王（後の称光天皇）であり、2代連続で北朝から天皇が出たため、南北朝統一のときの条件である明徳の和約に反しているとし、後亀山天皇やその皇子、兄の長慶天皇の皇子が後南朝勢力となって、旧南朝と旧北朝の皇統から交代で天皇が出される制度を復活させようとしていた。例として、称光天皇の崩御のときに訴えかけたり、禁闕の変を起こしたりしていた。しかし、これに参加した痕跡はなかったという。